# هنرمندان بازداشت‌شده خیزش ۱۴۰۱ ایران
هنرمندان بازداشت‌شده خیزش ۱۴۰۱ ایران به هنرمندان بازداشت‌شده در پی خیزش ۱۴۰۱ ایران اشاره دارد. بهنام بانی.

## برخی از بازداشت‌شدگان
- نوید افقه، موسیقی‌دان، در ۲۸ آبان ۱۴۰۱ در شیراز بازداشت شد. از نهاد بازداشت‌کننده، دلیل بازداشت و محل نگهداری او اطلاعی در دست نیست.[۲۴]
- شروین حاجی‌پور، خواننده و ترانه‌نویس، پس از خواندن آهنگ «برای…»، که متن این آهنگ از توئیت‌های مردم الهام گرفته بود و در ۲۴ ساعت اول پخش شدن از این موزیک در اینستاگرام حدود ۴۰ میلیون بازدید شد و به همین دلیل، شروین حاجی‌پور به اتهام «تشویق به اغتشاش»، در ۷ مهر ۱۴۰۱ بازداشت شد.[۲۵]
- کتایون ریاحی، بازیگر و نویسنده، در ۲۹ آبان توسط مأموران امنیتی در ویلای خود در یکی از مناطق اطراف قزوین بازداشت شد. وی یکی از نخستین چهره‌های سرشناسی بود که در آغاز اعتراضات سراسری حجاب از سر برداشت.[۲۶]
- محمود شهریاری، مجری سابق صدا و سیما توسط نهادهای امنیتی بازداشت و به مکانی نامعلوم منتقل شده‌است. علت بازداشت وی مشخص نیست. او ویدیویی منتشر و به مردم دربارهٔ «به انحراف کشیده شدن اعتراضات‌شان توسط عده‌ای خاص با اهداف مشخص» هشدار داده بود.[۲۷]
- توماج صالحی، خواننده رپ اعتراضی، در روز ۸ آبان ۱۴۰۱ در استان چهارمحال و بختیاری دستگیر شد. وضعیت او نامشخص بوده و از محل نگهداری او اطلاعاتی در دسترس نیست.[۲۸][۲۹] دایی توماج به سی‌ان‌ان گفته‌است که وی در زندانی در اصفهان محبوس بوده و مورد شکنجه قرار گرفته‌است.[۳۰]
- هنگامه قاضیانی، بازیگر، در روز یکشنبه ۲۹ آبان با «حکم قضایی» توسط مأموران امنیتی بازداشت شد. دستگیری این بازیگر کمتر از ۲۴ ساعت از زمانی صورت گرفت که او با انتشار ویدئویی بدون حجاب حمایت خود را از مردم ایران اعلام کرده و پیش از آن نیز در یادداشتی در اینستاگرام جمهوری اسلامی را «حکومت بچه‌کش» خطاب نموده بود.[۳۱]
- عماد قویدل، خوانندهٔ رپ سیاسی و اجتماعی، در ۴ آبان ۱۴۰۱ توسط نیروهای امنیتی در محل کارش در رشت بازداشت شد.[۳۲] وی در ۱۴ آبان با انتشار پستی در صفحهٔ رسمی‌اش در اینستاگرام از آزادی خود با با قید وثیقه خبرداد.[۳۳]
- سیده زینب موسوی، استندآپ کمدین اهل قم و خالق شخصیت «امپراتور کوزکو»، در روز چهارشنبه ۲۰ مهر ۱۴۰۱ در شهر قم بازداشت شد.[۳۴][۳۵]
- محمود میرزایی، آهنگساز و رهبر ارکستر، در ۱۲ مهرماه در خانه‌اش بازداشت شد و در زندان تهران بزرگ زندانی است. وی یکی از امضاکنندگان «بیانیه جمعی از موسیقی‌دانان مستقل ایران در همبستگی با جنبش آزادی‌خواهی ایران» بود که در ۸ مهر ماه منتشر شد.[۳۶] طبق گزارش‌های رسیده میرزایی در شرایط بسیار بد جسمی و روحی به سر می‌برد. او در طول مدت بازداشت خود به دلیل شرایط بسیار سخت زندان چندین بار به بیماری‌های مختلفی مثل آنفلوانزا مبتلا شده‌است. وی در مدت بازداشت به دلیل عدم دسترسی به لباس گرم دچار سینوزیت شده و ریه‌های او به شدت عفونت کرده‌است. سرفه‌های دردناک، به دلیل شکستگی دنده، و عدم دسترسی به امکانات پزشکی حداقلی شرایط را برای این هنرمند زندانی غیرقابل تحمل کرده‌است. این موسیقی‌دان همچنین به‌دلیل بیماری، شرایط ناگوار حبس در زندان تهران بزرگ و فشار بازجویی‌های طولانی در شرایط روانی سختی قرار گرفته‌است.[۳۷]
- حمید نیکخواه، هنرمند و گرافیست کرد، در ۲۸ آبان بدون برگه قضایی و عنوان اتهام توسط نیروهای امنیتی در تهران دستگیر و به مکان نامعلومی منتقل شد. تاکنون از علت بازداشت و اتهاماتی که به این شهروند مریوانی نسبت داده‌شده اطلاعی در دست نیست.[۳۸]
- سامان یاسین (صیدی)، خوانندهٔ رپ اهل کرمانشاه در ۱۰ مهر به دست نیروهای امنیتی در منزلش بازداشت شد. خبرگزاری قوه قضائیه در روز ۷ آبان از برگزاری جلسه دادگاه شماری از معترضان بازداشت‌شده از جمله یاسین خبر داد و اعلام کرد که وی به «محاربه» متهم شده‌است. در همان روز رسانه‌های حکومتی تصاویری از اعترافات اجباری وی منتشر کرده و اتهام او را «محاربه» و «اجتماع و تبانی به قصد اقدام علیه امنیت کشور» عنوان کردند. شبکه حقوق بشر کردستان تأکید کرد که منتسب کردن اتهام «محاربه» و پخش اعترافات اجباری، نگرانی خانواده و نهادهای حقوق بشری در خصوص احتمال صدور «حکم اعدام» برای این خواننده رپ و دیگر معترضان بازداشت شده در دادگاه را در پی داشته‌است.[۳۹]
- نیک یوسفی عکاس، فیلمساز و تدوینگر در شب یکشنبه ۲۴ مهر ۱۴۰۱ توسط نیروهای امنیتی بازداشت و به مکان نامعلومی منتقل شد. او از زمان بازداشت خود تنها یک بار امکان تماس کوتاه با پدر خود را داشته‌است و اطلاع دقیقی از محل نگهداری و اتهامات مطرح شده علیه وی در دسترس نیست.[۴۰]
- میترا حجار، بازیگر سینما و تلویزیون بنا به گفته مهدی کوهیان بازداشت شده‌است.[۴۱] که سپس با قید وثیقه آزاد گردید.[۴۲]
- ترانه علی‌دوستی، بازیگر سینما در ۲۶ آذر ۱۴۰۱ پس از یورش مأموران به خانه‌اش توسط نیروهای امنیتی بازداشت شد او در تماس تلفنی با پدرش گفته در بند ۲۰۹ زندان اوین است.[۴۳]
- سهیلا گلستانی و حمید پورآذری به علت انتشار ویدیویی که در آن به همراه برخی دیگر از بازیگران بدون حجاب اجباری، حمایت خود از اعتراضات اخیر در ایران را اعلام کرده بودند. در آذر ۱۴۰۱ بازداشت شدند.[۴۴][۴۵] که در ۲۰ آذر با قید وثیقه آزاد شدند.[۴۶]

## آمار
بیش از ۱۰۰ هنرمند سینما، تئاتر و موسیقی در پی اعتراضات سراسری ۱۴۰۱ در ایران بازداشت شده یا ممنوعِ خروج شده‌اند.
کمیته حمایت حقوقی و قضایی از سینماگران در خانه سینما فهرست «۱۰۰ تن» از هنرمندان موسیقی و تئاتر و سینما… را منتشر کرد که در جریان خیزش ۱۴۰۱ ایران، توسط جمهوری اسلامی بازداشت یا ممنوعِ خروج شده‌اند.
بنا به گزارش این کمیته، «بیشتر بازیگران و کارگردان‌ها مشهور» ممنوعِ کار شده و نیز قراردادنامه برخی شان هم فسخ شده‌است.